# Banca Palatine
La Banca Palatine è una banca per le imprese e per i privati. Essa si definisce come una banca di dimensione intermedia a servizio delle ETI (medie imprese) e della gestione patrimoniale. È al 100 % filiale del gruppo BPCE. La Banca Palatine dispone di una rete di 52 agenzie ripartite in tutta la Francia. È una delle più vecchie banche francesi in attività, fondata alla fine del XVIIIe secolo, vent'anni prima della creazione della Banca di Francia nel 1800. I settori principali in cui opera sono il finanziamento e i servizi bancari alle imprese e ai privati, la gestione privata e la gestione patrimoniale. La sede sociale si trova oggi al 42, rue d'Anjou a Parigi, nel quartiere della Madeleine.
Fitch (26 luglio 2013) ha assegnato il rating A al debito di lungo termine della banca e Moody’s (15 giugno 2012) il rating A2.

## Attività

### Banca patrimoniale
La Banca Palatine offre i propri servizi in tre settori: consulenza patrimoniale, consulenza in investimenti e gestione dei conti nel quotidiano. La sua clientela è composta da imprenditori, liberi professionisti, quadri, non residenti e pensionati. All'interno della Banca Palatine, Palatine Gestion Privée è un polo interamente dedicato alla gestione privata.

### La banca delle imprese
La Banca Palatine propone offerte e consulenza finanziaria e bancaria alle imprese di medie dimensioni (ETI) il cui fatturato supera 15 milioni di euro: finanziamento dei progetti all'estero, corporate finance, consulenza immobiliare, grandi imprese.

### Gestione patrimoniale
Palatine Asset Management è la filiale della Banca Palatine specializzata nella gestione patrimoniale. Essa gestisce 70 fondi.

## Storia

### Maison Vernes & Cie: la banca di famiglia dei fondatori, 1780-1982
Alla fine del XVIIIe secolo, la famiglia Vernes, protestante, originaria dell'Ardèche, si installa a Lione dopo essersi rifugiata per quasi un secolo sulla riva elvetica del lago Léman dopo la revoca de l'Editto di Nantes. Lì essa fonda la banca Vernes et Compagnie nel 1780. Questa banca a gestione familiare si installa a Parigi nel 1821 e acquisisce molto rapidamente una grande notorietà nel mondo degli affari e una grande competenza nella gestione patrimoniale, raggiungendo una reputazione simile a quella di Rothschild e Mallet. Come altre famiglie della Haute Banque, la famiglia Vernes era strettamente legata alla Banca di Francia, direttamente (Charles Vernes è vicegovernatore della Banca di Francia dal 1832 al 1857, Adolphe Vernes è reggente dal 1886 al 1907 e Jules Félix Vernes è reggente dal 1921 al 1934), oppure indirettamente tramite discendenti che sposarono figlie o cugine di reggenti. La famiglia fu anche legata alla Cassa di Risparmio di Parigi (Charles Vernes ne fu censore nel 1823, poi vicepresidente nel 1844, e Félix Vernes ne fu direttore nel 1879).
Nel 1871 la Vernes et Compagnie istituisce una cassa di previdenza per i suoi dipendenti allo scopo di finanziarne la pensione. Questa cassa è finanziata da somme prelevate sugli utili, e i diritti che genera sono oggetto di capitalizzazione nominativa8. Per poterne beneficiare i dipendenti devono avere almeno 50 anni e almeno 20 anni di anzianità.
Nel 1972, quasi un anno dopo le prime discussioni tra Jean-Marc Vernes e Marcel Dassault, la Banca Vernes si fonde con la Banca commerciale di Parigi (già Josse, Lippens & Cie fino al 1952) e costituisce la Banca Vernes et commerciale de Paris (o BVCP). Nel 1978 assume una partecipazione nella Banca Michel Inchauspé.

### Nazionalizzazione e privatizzazione, 1982-1987
Dopo la nazionalizzazione nel 1982, per la quale la holding della famiglia Vernes percepisce 100 milioni di franchi di indennizzo, la BVCP registra perdite per 160 milioni di franchi nel 1983 e 370 milioni nel 1984; lo Stato è quindi obbligato a procedere ad un aumento di capitale di 370 milioni di franchi e ad integrarlo con un prestito partecipativo (quasi fondi propri) di 120 milioni di franchi, per un bilancio che rappresentava allora dodici miliardi di franchi. La Banca Vernes et Commerciale de Paris entra nel gruppo Suez tre anni dopo, e sarà privatizzata mediante la Compagnie Financière de Suez nel 1987. Approfittando dell'indennizzo Jean-Marc Vernes riscatta l'assicuratore Victoire e la Banca industrielle et commerciale du Marais, che prenderà il nome di Vernes nel 1991, quando l'ex BVCP lo avrà liberato nel 1989.

### Sanpaolo: il periodo italiano, 1988-2003
L'Istituto Bancario San Paolo di Torino (divenuto poi Intesa Sanpaolo) acquista allora l'intero capitale della BVCP nel 1988 dalla Compagnie Financière de Suez. La BVCP cambia nome nel 1989 e diventa Banca Sanpaolo, filiale francese del gruppo eponimo. Nel 1990 la Banca Sanpaolo riscatta la rete metropolitana della Banca française commerciale, già Banca industrielle de Chine poi Banca franco-chinoise, filiale della Banca parisienne de crédit (Groupe Suez). Dopo avere subito perdite significative di 550 MF nel 1993, e un piano sociale, riprende la strategia di sviluppo nel sud-est della Francia: in un primo tempo riprende la rete della Banca Veuve Morin-Pons nel 1996 (Banca lyonnaise fondata nel 1805) poi riscatta una parte dell'avviamento commerciale della Banca générale de commerce dal gruppo PPR nel 2001.

### Gli anni della Cassa di Risparmio dal 2003 al 2009
Nel dicembre 2003 la Caisse nationale des Caisses d'Épargne (CNCE) diventa azionista maggioritario della Banca Sanpaolo in Francia acquisendo il 60 % delle quote del gruppo Sanpaolo IMI, sulla base di una valorizzazione dell'istituto da 840 M€. Nel giugno 2005, la Banca Sanpaolo cambia nome e si chiama ormai Banca Palatine. Nel quadro della strategia della nuova casa madre, ridisegna il suo perimetro trasferendo attività all'interno delle filiali specializzate del gruppo delle Casse di Risparmio (gestione patrimoniale, leasing). Nel dicembre 2007 trasferisce la propria sede da avenue Hoche al 42 di rue d'Anjou nell'8e arrondissement di Parigi, nell'ex palazzo signorile della ditta Schneider et Cie. Nel marzo 2008, la CNCE esercita la sua opzione d'acquisto del 36 % che non possiede e diventa azionista unico mentre la Banca Palatine riscatta una parte dell'avviamento commerciale del Crédit foncier de France legato ai privati e ai professionisti dell'immobiliare24, in parte proveniente dalla Banca La Hénin. Nel 2008 è stato lanciato il nuovo piano strategico “2008-2013” della Banca Palatine.

### La banca delle imprese e del patrimonio del gruppo BPCE
Dal 31 luglio 2009, la Banca Palatine fa parte del gruppo BPCE, nato dalla fusione della Cassa nazionale delle Casse di Risparmio e della Banca federale delle banche popolari.
La banca palatina è specializzata nel finanziamento alle imprese di medie dimensioni e nella gestione del patrimonio. Dal 2010, in base al suo piano strategico, la Banca Palatina si è concentrata sul suo core business: la banca commerciale. Ha ceduto tutte le attività non strategiche (risparmio salariale, immobiliare…) e la partecipazione nella Banca Michel Inchauspé che possedeva dal 1978.

## Dati finanziari
|                            | 2009  | 2010  | 2011  | 2012  | 2013  |
| -------------------------- | ----- | ----- | ----- | ----- | ----- |
| Netto bancario             | 248,7 | 280,1 | 303,0 | 291,8 | 307,7 |
| Il margine operativo lordo | 58,7  | 92,3  | 118,9 | 105,8 | 124,4 |
| Utile netto                | -0,1  | 33,7  | 61,3  | 40,1  | 38,9  |

## Dirigenti
Presidenti del comitato esecutivo:
- 2012: Pierre-Yves Dréan
- 2007: Daniel Karyotis
- 2003: Jean Mérelle
- 2000: Claudio Bocco
- 1993: Lanfranco Vivarelli

Presidenti del consiglio di vigilanza:
- 2012: Jean-Yves Forel
- 2011: Olivier Klein
- 2008: Alain Lemaire
- 2003: Nicolas Merindol
- xxxx: Maria Teresa Salvemini